# Atheta wireni
Atheta wireni är en skalbaggsart som beskrevs av Lars Zakarias Brundin 1948. Atheta wireni ingår i släktet Atheta, och familjen kortvingar. Enligt den finländska rödlistan är arten nära hotad i Finland. Arten är reproducerande i Sverige. Artens livsmiljö är skogar.